# Гроссмейстер

Количество живущих гроссмейстеров в год на 1 января 2011 года.

Гроссмейстер (нем. Großmeister «большой мастер») — высшее шахматное звание: присваивается пожизненно ФИДЕ за выдающиеся достижения в международных соревнованиях, а также шахматной федерацией России за успешные выступления в международных соревнованиях.

## История
В начале XX века гроссмейстерами или вельтмейстерами (нем. Weltmeister «чемпион мира») называли наиболее выдающихся шахматистов того времени — победителей крупных международных соревнований. Среди первых турниров, где выступали только гроссмейстеры (так называемые гроссмейстерские турниры), — Остенде (1905 год вельтмейстеры), Сан-Себастьян (1911 год вельтмейстеры), Петербург — первый турнир гроссмейстеров (1914 год).
В первой половине XX века гроссмейстерами считались А. Алехин, О. Бернштейн, Е. Боголюбов, М. Видмар, Э. Грюнфельд, О. Дурас, Ф. Земиш, X. Р. Капабланка, П. Керес, Эм. Ласкер, А. Лилиенталь, Г. Мароци, Ф. Маршалл, Ж. Мизес, А. Нимцович, Р. Рети, С. Решевский, A. Рубинштейн, 3. Тарраш, С. Тартаковер, Р. Тейхман, Р. Файн, С. Флор, М. Чигорин, К. Шлехтер, Р. Шпильман, Г. Штальберг, М. Эйве, Э. Элисказес, Д. Яновский и ряд других шахматистов.
В СССР звание гроссмейстера учреждено в 1927 году V Всесоюзным шахматным съездом. Первым обладателем звания стал Борис Верлинский в 1929 году, за победу в чемпионате СССР. Его можно считать первым в мире официальным гроссмейстером.
В 1931 году VII Всесоюзный шахматный съезд упразднил звание гроссмейстера, а затем оно было учреждено вновь в 1935 году.
Первым после восстановления звания гроссмейстера СССР был удостоен Михаил Ботвинник за успешное выступление во II Московском международном турнире в 1935 году. Вторым в 1937 году стал Григорий Левенфиш, сыгравший вничью матч с М. Ботвинником и сохранивший звание чемпиона СССР.
Первое положение о звании гроссмейстера СССР утверждено Всесоюзным комитетом по делам физической культуры и спорта при Совете Народного Хозяйства СССР в 1940 году.
Все гроссмейстеры СССР, кроме И. Платонова, также имели звание международный гроссмейстер.

## Международный гроссмейстер

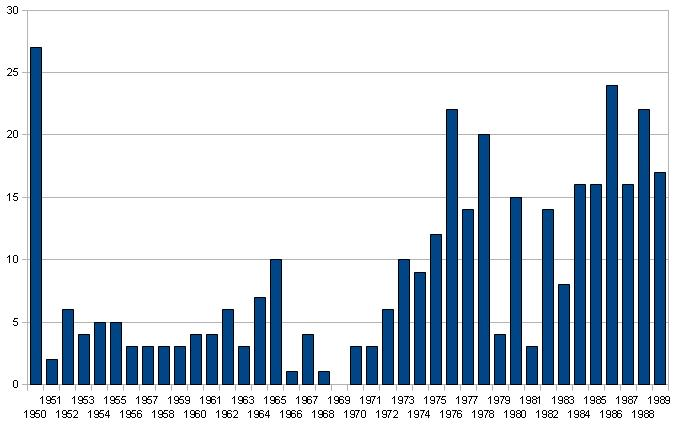
Новые гроссмейстеры за 1950—1989 годы

Международный гроссмейстер (GM) — высший титул, который может получить шахматист. После достижения звание сохраняется на всю жизнь, хотя в исключительных случаях может быть отозвано за мошенничество.
На 2025 год в мире насчитывается 1858 международных гроссмейстеров, среди них 42 женщины. Средний возраст получения звания составляет около 25 лет.
Присвоение звания международного гроссмейстера осуществляется на Конгрессе ФИДЕ, который проводится 3-4 раза в год.

### История
Звание «международный гроссмейстер» официально учреждено ФИДЕ в 1949 году. Присваивается с 1950 года — пожизненно за выдающиеся достижения в международных соревнованиях.
Были учреждены также звания — «международный гроссмейстер ИКЧФ» (шахматы по переписке) с 1953 года, «международный гроссмейстер по шахматной композиции» с 1972 года, «международный гроссмейстер среди женщин» с 1976 года, «почётный гроссмейстер по шахматам» с 1977 года и «международный гроссмейстер по решению шахматных композиций» с 1982 года.
Первыми официальными международными гроссмейстерами по шахматам стали в 1950 году 27 мужчин.

### Требования к соревнованию для выполнения нормы
| Требование                         | Ограничения и условия |
| ---------------------------------- | --- |
| Количество партий в день           | Не более двух |
| Контроль времени                   | Минимальные требования |
| Длительность всего соревнования    | В пределах 90 дней, с исключениями |
| Ответственный за турнир            | Международный арбитр или Арбитр ФИДЕ |
| Количество партий                  | Минимум 9 (7 в командных мировых или континентальных турнирах с 7-9 турами)                                                              |
| Количество участников соревнования | Минимум 6 для двухкруговых турниров |
| Тип турнира                        | Швейцарская система; круговая система; двойная круговая система; схевенингенская система; система Шиллера; с выбыванием (нокаут-система) |

### Требования и условия для выполнения нормы
| Требование                                         | Ограничения и условия                          |
| -------------------------------------------------- | ---------------------------------------------- |
| Число GM                                           | 1/3 от числа соперников, минимум 3 GM          |
| Минимальное количество соперников со званиями ФИДЕ | 50 %, минимум 4                                |
| Минимальный рейтинг-перфоманс                      | 2600                                           |
| Минимальный средний рейтинг соперников             | 2380                                           |
| Минимальный рейтинг отдельно взятого соперника     | 2200                                           |
| Минимальный результат                              | 35 %                                           |
| Федерации соперников                               | 2 другие федерации, кроме федерации соискателя |

Требования и условия для получения звания международного гроссмейстера: 3 нормы и минимальный рейтинг в некий момент времени 2500.

### Лишение звания

#### Александру Кришнан
В 1998 году румынский предприниматель Александру Кришнан начал набирать рейтинг, добравшись в итоге до 33-й позиции мирового рейтинг листа, продемонстрировав взлет рейтинга с 2300 до 2635. Бизнесмен использовал свое политическое влияние для контроля над Румынской шахматной федерацией и угрожал журналистам. Он организовывал манипулированные турниры, партии которых никогда не публиковались.
В сентябре 2001 года Конгресс ФИДЕ рекомендовал лишить его всех титулов, в том числе звания гроссмейстера, однако это было сделано не сразу. В августе 2015 года все его титулы были аннулированы в официальных рейтинговых списках ФИДЕ, а его рейтинг был скорректирован до 2132.

#### Гайоз Нигалидзе
В апреле 2015 грузинский гроссмейстер Гайоз Нигалидзе был снят с Dubai Open Chess Tournament за использование шахматной программы на смартфоне во время уединения в туалете, потом лишён статуса гроссмейстера и дисквалифицирован на 3 года.
Дело Нигалидзе является первым делом, по которому был вынесен вердикт с момента создания Античитерского комитета ФИДЕ. Шахматисту сохранили звание международного мастера.

#### Игорь Раусис
В декабре 2019 года чешского гроссмейстера латвийского происхождения Игоря Раусиса лишили звание гроссмейстера и отстранили на 6 лет за использование телефона во время партии на турнире в Страсбурге.
Также Раусис признался в жульничестве в четырех разных случаях, трижды — в использовании своего мобильного телефона, и один раз — в договорном результате партии.

## Гроссмейстер России
Гроссмейстер России является высшим спортивным званием в Российской Федерации наряду со званием мастера спорта международного класса. Звание «гроссмейстер России», установлено в соответствии со статьёй 22 Федерального закона от 4 декабря 2007 г. № 329-ФЗ «О физической культуре и спорте в Российской Федерации». Всем гроссмейстерам России выдаётся удостоверение единого образца в соответствии с приказом Минспорта России от 19.05.2021 N 301 «Об утверждении рисунков и описаний удостоверения „гроссмейстер России“ и нагрудного знака „гроссмейстер России“».
Звание гроссмейстера России можно получить только с 16 лет.
По состоянию на 2024 год звание «гроссмейстер России» имеют 50 шахматистов: 35 мужчин и 15 женщин.
| Статус спортивных соревнований                                 | Спортивная дисциплина                                   | Требование: занять место | Ист.   |
| -------------------------------------------------------------- | ------------------------------------------------------- | ------------------------ | ------ |
| Чемпионат мира                                                 | Шахматы                                                 | 1-6                      | [ 19 ] |
| Чемпионат мира                                                 | Шахматы — командные соревнования, блиц, быстрые шахматы | 1-4                      | [ 19 ] |
| Чемпионат мира                                                 | Шахматная композиция                                    | 1-4                      | [ 19 ] |
| Кубок мира (при двух и более этапах — финал)                   | Шахматы                                                 | 1-4                      | [ 19 ] |
| Кубок мира (при двух и более этапах — финал)                   | Шахматы — командные соревнования, блиц, быстрые шахматы | 1-3                      | [ 19 ] |
| Кубок мира (при двух и более этапах — финал)                   | Шахматная композиция                                    | 1-3                      | [ 19 ] |
| Чемпионат Европы                                               | Шахматы                                                 | 1-3                      | [ 19 ] |
| Чемпионат Европы                                               | Шахматы — командные соревнования, блиц, быстрые шахматы | 1-2                      | [ 19 ] |
| Чемпионат Европы                                               | Шахматная композиция                                    | 1-2                      | [ 19 ] |
| Кубок Европы (при двух и более этапах — финал)                 | Шахматы — командные соревнования, блиц, быстрые шахматы | 1                        | [ 19 ] |
| Другие международные спортивные соревнования, включенные в ЕКП | Шахматы                                                 | 1                        | [ 19 ] |
| Другие международные спортивные соревнования, включенные в ЕКП | Шахматы — командные соревнования                        | 1-4                      | [ 19 ] |
| Другие международные спортивные соревнования, включенные в ЕКП | Блиц, быстрые шахматы                                   | 1                        | [ 19 ] |
| Другие международные спортивные соревнования, включенные в ЕКП | Шахматная композиция                                    | 1                        | [ 19 ] |

Существуют также другие условия:
- В спортивных дисциплинах «шахматы», «шахматы — командные соревнования», «блиц» и «быстрые шахматы» необходимо достигнуть значения российского рейтинга >=2600 (мужчины), >=2400 (женщины) на день окончания спортивного соревнования.
- Российский рейтинг рассчитывается по официальным спортивным соревнованиям.
- В спортивной дисциплине «шахматы — командные соревнования» спортсменом фактически должно быть сыграно не менее 2/3 партий и набрано более 50 % очков в фактически сыгранных партиях.
- В виде программы спортивной дисциплины «шахматная композиция» учитывается результат или результаты, показанные в спортивных соревнованиях, включающих одну или более позиций: двухходовки, трехходовки, многоходовки, этюды, кооперативные маты, обратные маты.

## Девальвация звания

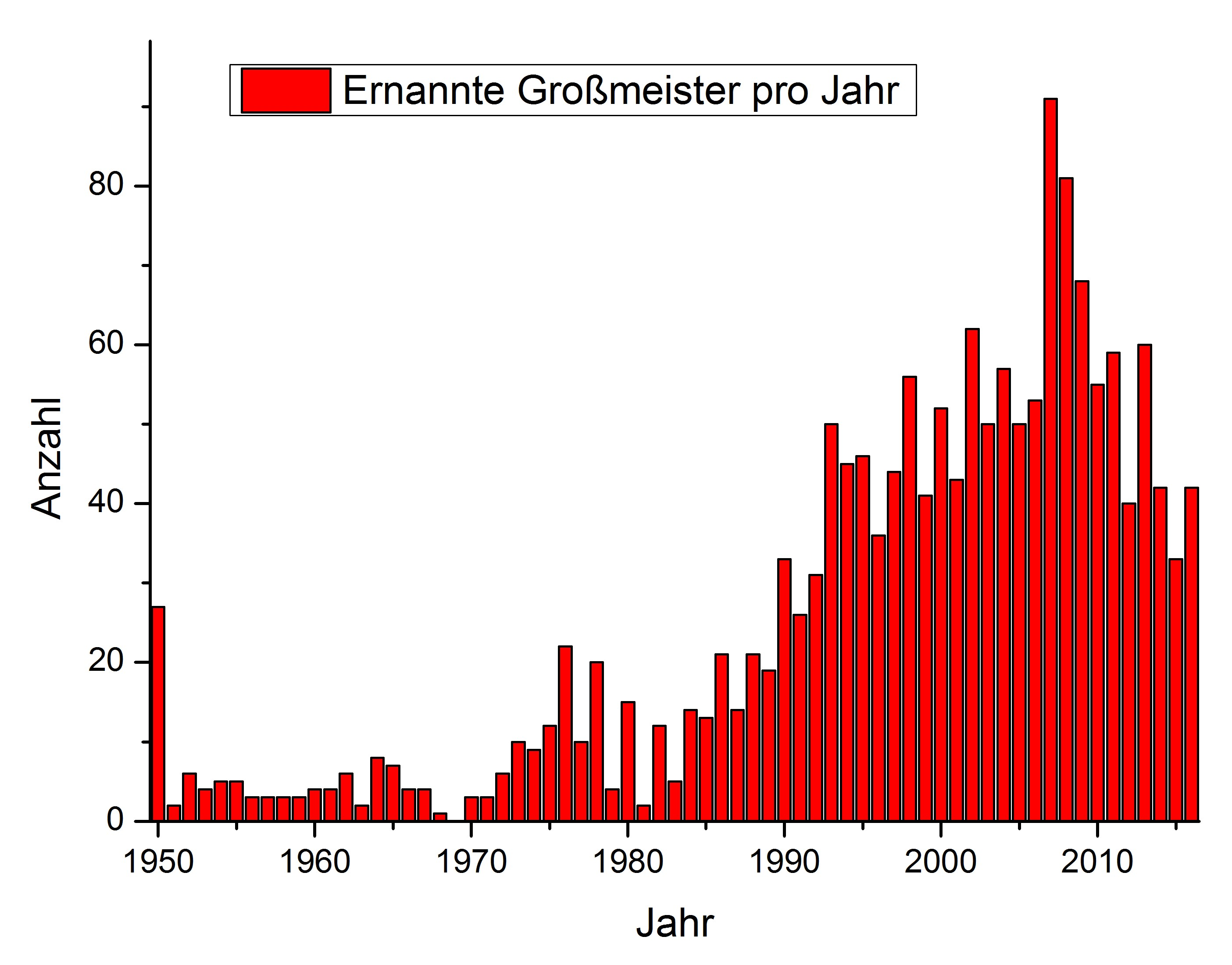
Новоназначенные шахматные гроссмейстеры с 1950 года по состоянию на 1 января 2011 года

Очевидно, что имеет место «девальвация» звания международного гроссмейстера. Чемпион мира (1975—1985) Анатолий Карпов убеждён, что причиной этого является реформа президента ФИДЕ Макса Эйве в начале 1970-х годов с целью развития популярности шахмат в мире. В соответствии с этой реформой, каждая страна обязательно должна иметь своего гроссмейстера — даже те страны, в которых никогда не было сильных шахматистов. Критерии получения звания международного гроссмейстера были снижены.

До этого времени ФИДЕ насчитывала 79 стран. В основном гроссмейстерами были европейцы, американцы и только один филиппинец. В Австралии, Индии и Китае гроссмейстеры появились гораздо позже… Сегодня ФИДЕ насчитывает 181 страну, и меня на самом деле очень сильно удивляет, как Эйве, будучи сильным ученым-математиком, не мог не предвидеть, каким образом повлияет на Федерацию беспорядочное увеличение числа ее членов… Объявив о том, что каждой стране необходимо получить своего гроссмейстера, он [Эйве] не пошел путем подъема уровня шахмат в странах, гроссмейстеров не имеющих, а снизил норму, которую нужно было выполнить, чтобы это звание получить. Я смело могу называть себя последним гроссмейстером «старого созыва». Я выполнил норму и получил титул в июне 1970 на турнире в Венесуэле, а уже с 1 июля стараниями президента ФИДЕ норму снизили на полтора очка в аналогичном по составу турнире. И если до этого времени в мире были как гроссмейстеры экстра-класса, так и гроссмейстеры немного слабее, то после реформы Эйве слабые гроссмейстеры буквально расплодились по всему миру. Слабые приносили на своих плечах еще более слабых, ведь для того, чтобы выполнить норму, необходимо было набрать в международных турнирах 55 % очков в партиях с гроссмейстерами, 75 % — с международными мастерами и 85 % — с теми игроками, кто ниже по званию. А ведь обыграть слабого соперника, согласитесь, не так уж и сложно.— Карпов, Анатолий Евгеньевич. Жизнь и шахматы. Моя автобиография. — М.: Эксмо, 2022. — 648 с. — (Иконы спорта). — ISBN 978-5-04-162623-5.